# Peter Vetsch
Peter Vetsch (Sax, Sennwald, 14 de marzo de 1943) es un arquitecto suizo conocido principalmente por sus casas-cueva.

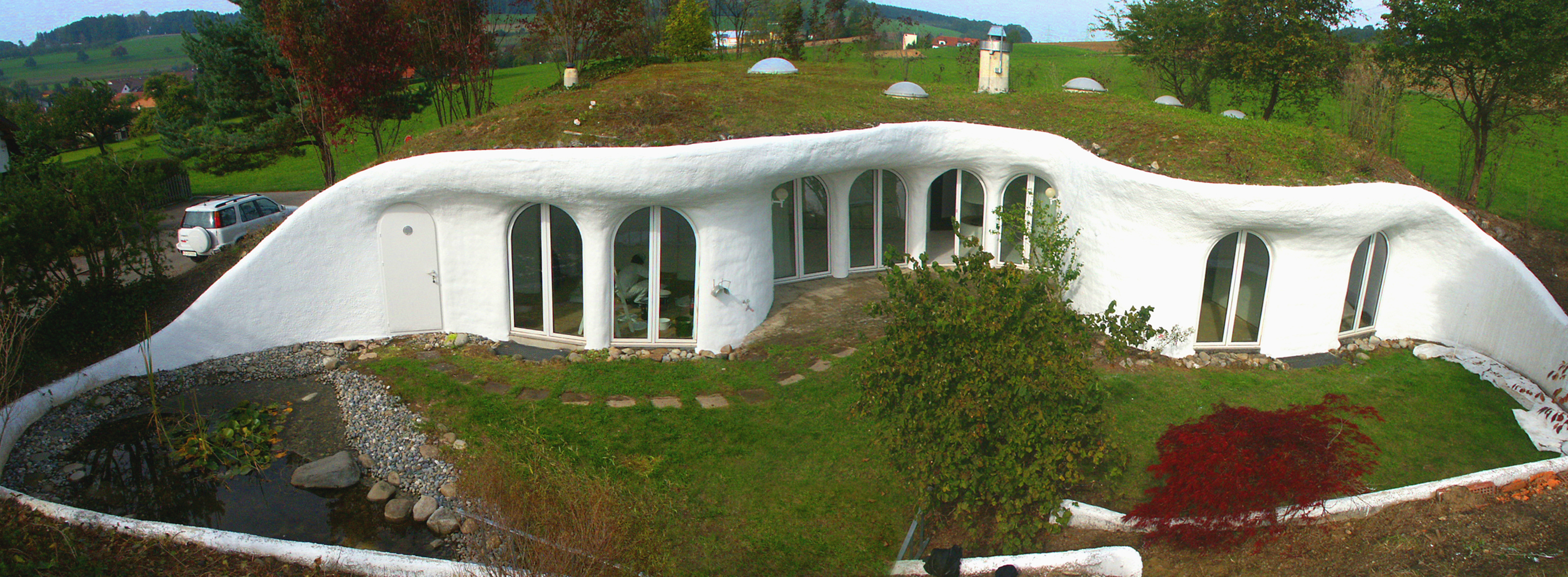
Casa-cueva en Suiza (Peter Vetsch).

## Vida

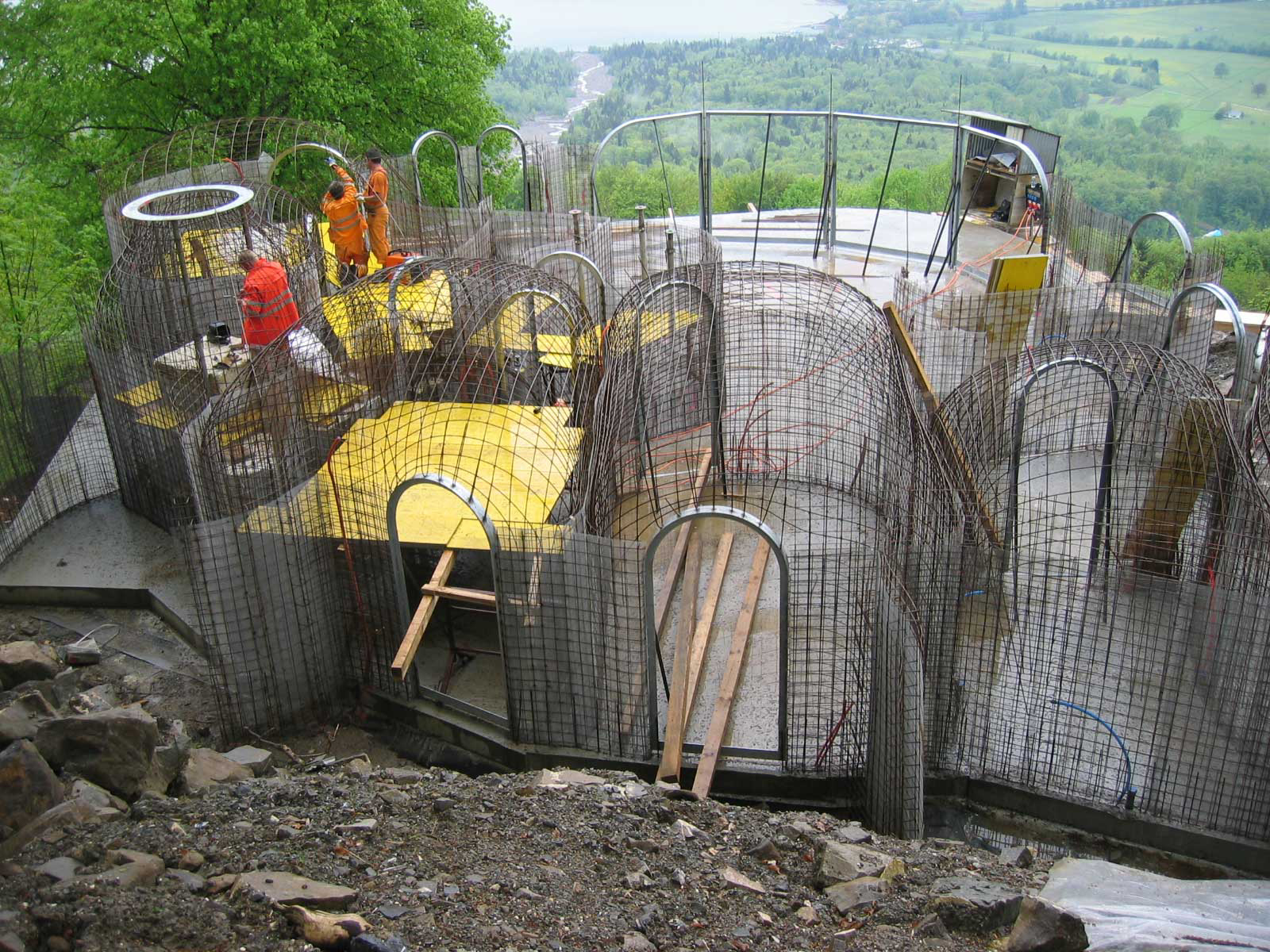
Mesh structure

Entre 1950 y 1956, Vetsch cursó sus estudios primarios en Sax y a continuación, hasta 1959, los secundarios en Frümsen. Hasta 1962 estudió en la escuela de agronomía Cernier NE, donde se tituló. Hasta 1965 fue aprendiz de delineante en Winterthur. Entre 1965 y 1966, trabajó en un estudio arquitectónico de St. Gallen.
En los años siguientes, estudió en la Staatliche Kunstakademie de Düsseldorf, donde se diplomó en 1970. Entre 1971 y 1974, trabajó en los estudios de arquitectura Krass (Dusseldorf) y Hasler (Zürich).

## Actividad profesional
Desde 1974, Vetsch gestiona su propio estudio arquitectónico, ubicado primero en Zumikon (Zúrich) y, a partir de 1978, en Dietikon (Zúrich).
Hoy en día, Peter Vetsch trabaja como arquitecto en Dietikon, en las inmediaciones de Zúrich (Suiza). Desde 1974, Vetsch ha sido un pionero de las casas-cueva. Es el único arquitecto del mundo que ha diseñado más de 47 casas-cueva. Además de casas-cueva, Vetsch también construye edificios convencionales. Su principal interés es desarrollar una arquitectura ecológica y respetuosa con el ambiente.
Desde finales de los años 70, Peter Vetsch ha dado que hablar con sus casas-cueva. A través del uso de hormigón proyectado, Vetsch consigue estructuras de edificios con mínima superficie y máximo volumen, creando una forma ideal para una casa energética. Las construcciones van más allá del ángulo recto y, con su versatilidad espacial, superan la monotonía de la construcción tradicional normal. Recuerdan a las formas orgánicas de Antoni Gaudí y a las construcciones del Jugendstil.